# Gerhard Boetzelen
Gerhard Boetzelen (alemany: Hans Gerhard Boetzelen)  (Bernburg, 7 de gener de 1906 - York, 27 de febrer de 1995) va ser un remer alemany que va competir durant les dècades de 1920 i 1930.
El 1932, fent parella amb Herbert Buhtz, va prendre part en els Jocs Olímpics de Los Angeles, on guanyà la medalla de plata en la competició del doble scull del programa de rem. El 1929 i 1930 guanyà el campionat alemany de scull individual i el 1931 el de doble scull, fent parella amb Gerhard Buhtz.
Posteriorment va dirigir les NS-Ordensburgen, escoles militars per a l'elit nazi. Després de la Segona Guerra Mundial fugí als Estats Units per evitar persecucions legals a Alemanya.